# Empfangsgerät

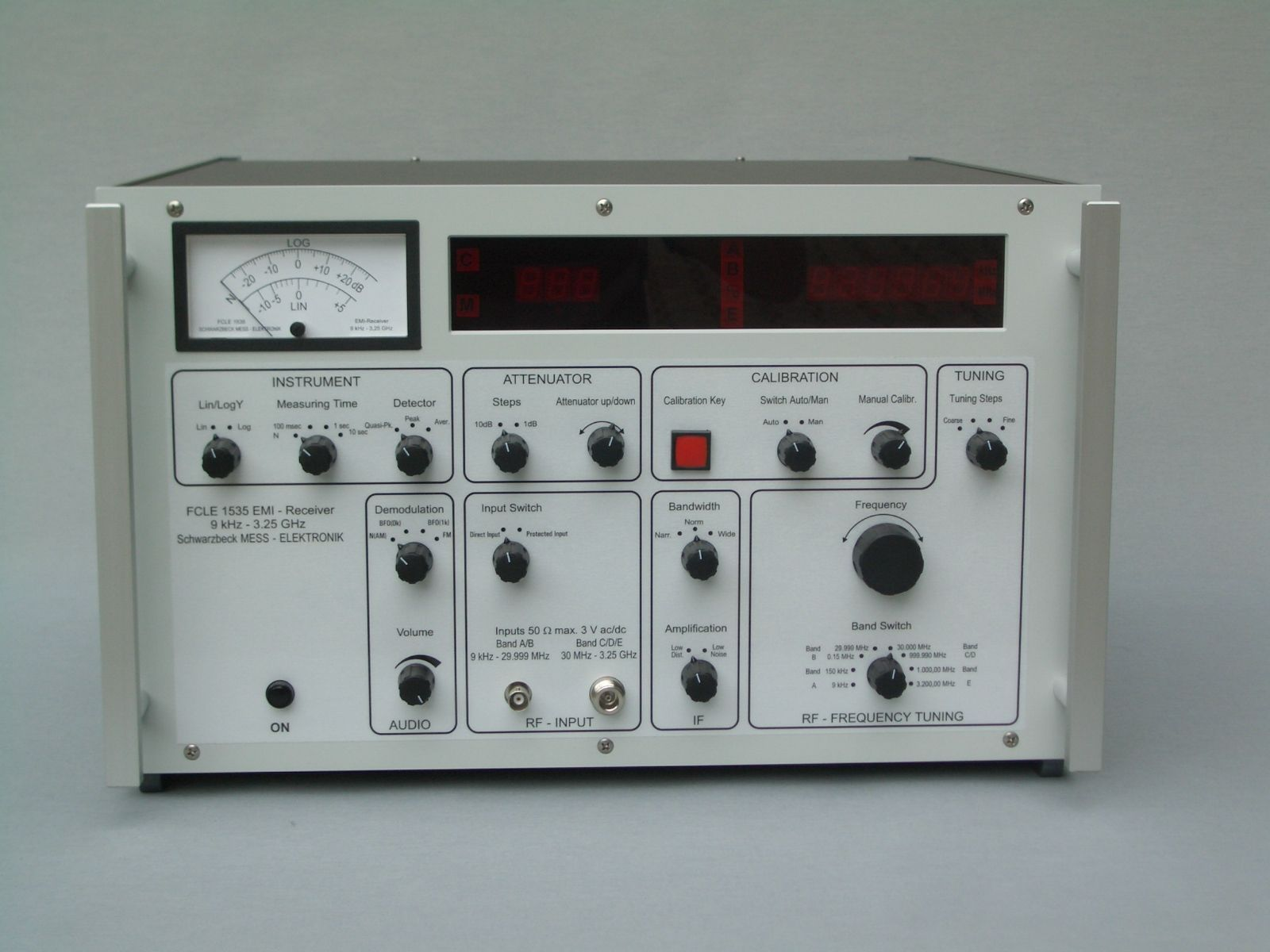
Funkstörmessempfänger; 9 kHz–3,25 GHz

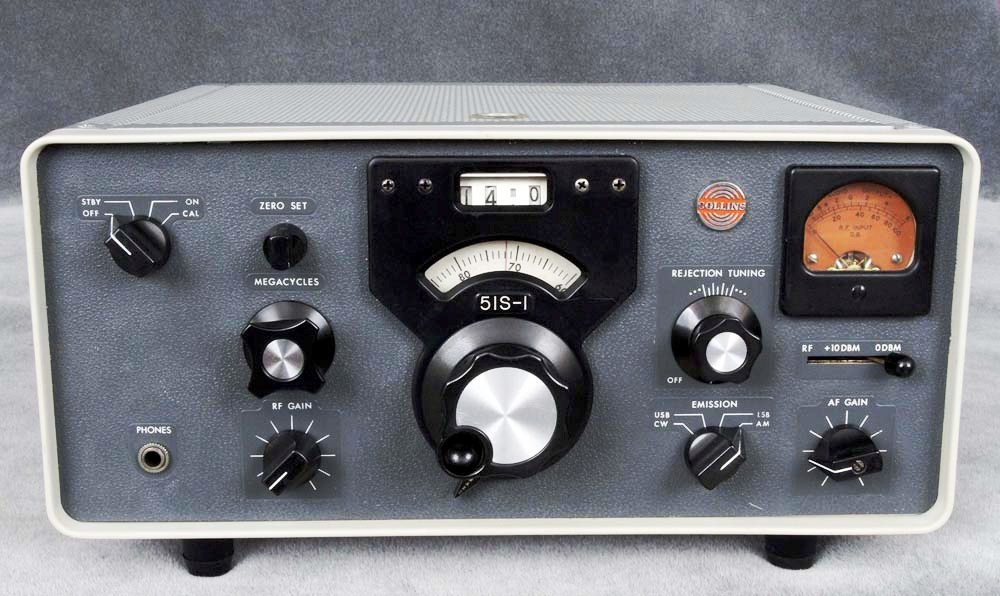
Kurzwellenempfänger Collins 51S-1 mit Röhren

Ein Empfangsgerät ist ein Apparat aus der Nachrichtentechnik, mit dem (meist elektromagnetische) Signale empfangen werden können. Die übliche Fachbezeichnung ist „Empfänger“, wobei dieser Begriff in anderen Fachbereichen eine andere Bedeutung hat.
Meist wird die Bezeichnung im Zusammenhang mit dem Empfang von hochfrequenten Signalen verwendet: Diese Geräte verstärken die Signale, die von einer Antenne aufgefangen werden und wandeln sie mit Hilfe von elektronischen Schaltungen in zum Beispiel hörbare Signale (Rundfunk), sichtbare Signale (Fernsehen), digitale Signale (Funkfernschreiben, WLAN, GPS etc.) oder Befehle zur Funkfernsteuerung um.
Im erweiterten Sinn gibt es auch Empfänger für optische Signale und akustische Signale.